# Cathode

Schéma d'une cathode en cuivre dans une cellule galvanique (par exemple, une pile électrique). Les cations chargés positivement se dirigent vers la cathode, permettant à un courant positif i de sortir de la cathode (les électrons se dirigent en sens inverse).

La cathode d'un appareil passif parcouru par un courant continu est l'électrode d'où, en sens conventionnel, sort le courant (en courant électronique, électrode où entrent les électrons). Par exemple, pour une diode, c'est l'électrode reliée au pôle négatif du générateur. Pour une pile électrique faisant office de générateur, c'est l'électrode positive.
Dans une électrolyse active en chimie, avec apport d'énergie électrique, la cathode est par définition là où sont contraints (par le champ électrique) de se diriger les ions positifs ou cations.

## En chimie
La cathode est le siège de la réduction, que l'on qualifie alors de réduction cathodique. Dans une pile électrique qui débite, elle correspond à la borne positive (+)  et dans le cas d'un électrolyseur, à la borne négative du générateur extérieur (l'électrolyse peut être vue comme la réaction inverse de celle qui se produit naturellement dans une pile, d'où l'inversion des polarités). Ces deux fonctions alternent dans le cas d'un accumulateur, selon qu'il débite ou qu'il se charge.
Les applications industrielles sont nombreuses : par exemple, la réduction électrolytique de l'aluminium est à la base de la production de l'aluminium; la cathode est un élément essentiel de la cuve d'électrolyse.

## En électronique

### Tubes électroniques

Symboles d'une diode à vide et d'une diode à semiconducteur. La lettre « f » indique le filament, la lettre « k » la cathode et la lettre « a » l'anode.

Dans un tube électronique (lampe radio) les électrons (qui portent des charges négatives) circulent de la cathode vers l'anode. Ils sont émis par la cathode grâce à l'effet thermoïonique. Celle-ci est constituée d'un petit tube de nickel revêtu d'oxyde de baryum et de strontium, matériaux qui favorisent l'émission d'électrons à des températures inférieures à 1 000 °C. La cathode est chauffée par le filament en tungstène isolé par un revêtement réfractaire glissé à l'intérieur du petit tube. On dit que la cathode est à chauffage indirect. Autrefois les tubes étaient à chauffage direct, c'est-à-dire que la cathode et le filament ne faisaient qu'un. Le filament était en tungstène thorié et devait être chauffé à des températures proches de 1 500 °C. 
Les rayons cathodiques sont un flux d'électrons émis par une cathode placée dans un tube renfermant un gaz à très faible pression et accélérés par un champ électrique. C'est l'étude des rayons cathodiques dans les années 1890 qui a permis la découverte de l'électron. 
Le tube cathodique ou « tube à rayons cathodiques » est un tube électronique traversé par un faisceau d'électrons émis par une cathode à chauffage indirect et venant frapper un écran électroluminescent.
La presque totalité des téléviseurs et une grande partie des écrans d'ordinateurs étaient, jusqu'au début des années 2000, équipés de tubes cathodiques. Ceux-ci sont remplacés par des technologies plus avantageuses : écran à plasma ou écran à cristaux liquides.

### Diodes àsemi-conducteur
Pour une diode à jonction PN, la cathode correspond à la région dopée N.